# Eucithara lepidella
Eucithara lepidella é uma espécie de gastrópode do gênero Eucithara, pertencente à família Mangeliidae.